# Broekstuk (uitlaat)

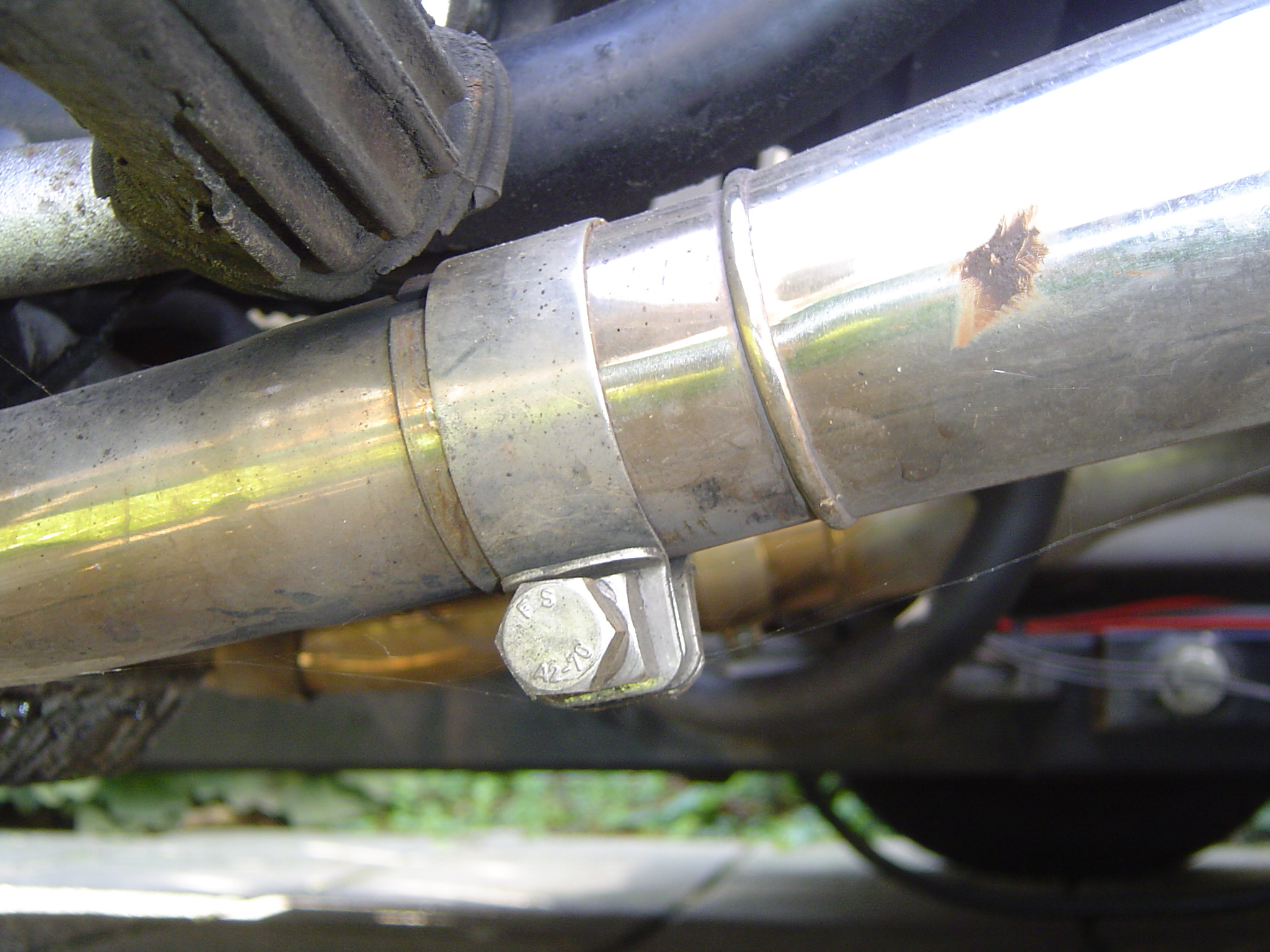
Broekstuk

Een broekstuk is een deel van het uitlaatsysteem van een motorfiets of auto dat twee pijpen samenvoegt, bijvoorbeeld door het dempergedeelte over het bochtgedeelte te schuiven.